# Tsenda Kang
Der Tsenda Kang (alternative Schreibweise: Tsendakang) ist ein Berg im östlichen Himalaya, südlich des Himalaya-Hauptkamms, im Norden von Bhutan. 
Der 6481 m hohe vergletscherte Berg liegt im Jigme-Dorji-Nationalpark. Der Tongshanjiabu liegt 13 km nordöstlich. Der Tsenda Kang liegt im Einzugsgebiet des Puna Tsang Chhu. Er liegt an der Wasserscheide von dessen beiden Quellflüssen. Der Mo Chhu entwässert die Nordflanke und die Westflanke, während die Niederschläge an der Ostflanke dem westlichen Quellfluss des Pha Chhu zufließen.  
Etwa 10,7 km nordöstlich liegt der Teri Kang (7124 m). 11,5 km nordwestlich erhebt sich der Masang Kang (6590 m).
Einer japanischen Bergsteigergruppe vom Chiba University Alpine Club gelang 1991 die Erstbesteigung. Fumitaka Sakurai, Hiroshi Kodama und Kosuke Honma erreichten am 8. November 1991 über den Westgrat den Gipfel des Tsenda Kang.